# Loi sur les signes religieux dans les écoles publiques françaises
Ne doit pas être confondu avec Loi interdisant la dissimulation du visage dans l'espace public.
Pour un article plus général, voir Voile islamique dans les écoles en France.
Lire en ligne

Lire sur Légifrance

La loi sur les signes religieux dans les écoles publiques créant l'article L.141-5-1 du Code de l'éducation est une loi française instaurée en 2004, restreignant le port de signes religieux. La loi autorise néanmoins le port de signes religieux discrets.

## Le principe posé par la loi
Ce nouvel article du Code de l'éducation dispose :
« Dans les écoles, les collèges et les lycées publics, le port de signes ou tenues par lesquels les élèves manifestent ostensiblement une appartenance religieuse est interdit.
Le règlement intérieur rappelle que la mise en œuvre d'une procédure disciplinaire est précédée d'un dialogue avec l'élève. »

## L'origine de la loi

### Le rapport Stasi
Depuis la fin des années 1980, le voile islamique en France provoque des polémiques et des « affaires ». Les débats mettent principalement en balance la liberté de culte et la laïcité à la française. C'est au nom de cette dernière que des élèves portant le hijab et refusant de l'ôter ont été exclues de leur établissement. Ces exclusions ont été prononcées par des conseils de discipline d'établissements scolaires et certains recours sont allés jusqu'au Conseil d'État, sans qu'une jurisprudence claire ne s'établisse.
Le statut politique de la question n'aide pas la sérénité des débats. Une solution législative est donc envisagée.
À cette fin, en 2003, Jacques Chirac, le président de la République de l'époque, décide de constituer un groupe de réflexion sur l'application du principe de laïcité dans la République.
Cette commission est dite « Commission Stasi », du nom de son président Bernard Stasi. Un Rapport au président de la République est remis le 11 décembre 2003 se concluant par plusieurs propositions, certaines générales, d'autres spécifiques à l'école.
Dans le domaine de l'éducation, la commission cherche à imposer un plus grand respect de la pratique religieuse et de la laïcité sans vouloir établir une hiérarchie entre les deux. La commission propose donc :
- l'enseignement accru de la laïcité et de la religion à l'école ;
- l'intransigeance face à ceux qui veulent modifier les programmes scolaires qui contreviendraient à leur foi religieuse (exemple : enseignement de l'évolution biologique) ;
- incorporer les fêtes religieuses non chrétiennes (Yom Kippour et l'Aïd el-Kebir) dans le calendrier des jours de congés scolaires et ainsi diminuer l'absentéisme.

### Le vote de la loi
En décembre 2003, Jacques Chirac suivant certaines recommandations de la commission Stasi, lance la rédaction d'un projet de loi sur le port ostensible de signes religieux. Son but est une entrée en vigueur de la loi concomitante avec le début de l'année scolaire suivante, c'est-à-dire septembre 2004.

#### Assemblée nationale
Le 10 février 2004, l'Assemblée nationale a voté l'appui de l'interdiction à une large majorité, 494 voix pour (330 groupe UMP, 140 groupe PS, 13 groupe UDF, 7 groupe CR, 4 non-inscrits), 36 contre (12 groupe UMP dont Alain Madelin, 2 groupe PS dont Christiane Taubira, 4 groupe UDF dont Jean Lassalle, 14 groupe CR, 4 non-inscrits dont Noël Mamère et Philippe de Villiers), 31 abstentions (17 groupe UMP dont Édouard Balladur, Thierry Mariani et Pierre Méhaignerie, 12 groupe UDF dont François Bayrou et Hervé Morin, 2 non-inscrits).
| Groupe | Groupe                                          | Pour | Contre | Abstention | Votants/Total |
| ------ | ----------------------------------------------- | ---- | ------ | ---------- | ------------- |
|        | Groupe communistes et républicains (CR)         | 7    | 14     | 0          | 21/22         |
|        | Groupe socialistes et apparentés (SOC)          | 140  | 2      | 0          | 142/149       |
|        | Groupe Union pour la démocratie française (UDF) | 13   | 4      | 12         | 29/30         |
|        | Groupe Union pour un mouvement populaire (UMP)  | 330  | 12     | 17         | 359/364       |
|        |                                                 |      |        |            |               |
|        | Non-inscrits (NI)                               | 4    | 4      | 2          | 10/12         |
|        |                                                 |      |        |            |               |
| Total  | Total                                           | 494  | 36     | 31         | 561/577       |

#### Sénat
Le 3 mars 2004, le Sénat vote le texte adopté par l'Assemblée nationale sans lui apporter de modifications aboutissant deux semaines plus tard à la promulgation de la loi n° 2004-228 du 15 mars 2004 (JORF 17 mars 2004).
| Groupe | Groupe                                                         | Pour | Contre | Abstention | Votants/Total |
| ------ | -------------------------------------------------------------- | ---- | ------ | ---------- | ------------- |
|        | Groupe communiste républicain et citoyen (CRC)                 | 8    | 13     | 0          | 21/23         |
|        | Groupe socialiste (SOC)                                        | 82   | 1      | 0          | 83/83         |
|        | Groupe du Rassemblement démocratique et social européen (RDSE) | 16   | 1      | 0          | 17/17         |
|        | Groupe Union centriste (UC)                                    | 14   | 2      | 14         | 30/30         |
|        | Groupe Union pour un mouvement populaire (UMP)                 | 154  | 2      | 5          | 161/163       |
|        |                                                                |      |        |            |               |
|        | Non-inscrits (RASNAG)                                          | 3    | 1      | 1          | 5/5           |
|        |                                                                |      |        |            |               |
| Total  | Total                                                          | 277  | 20     | 20         | 317/321       |

### Débats sur la loi
Les partisans de la loi estiment que la neutralité religieuse de l'élève est une condition indispensable du déroulement des cours dans de bonnes conditions ; que l'école n'a pas à être un lieu d'affrontement inter-religieux, et qu'enfin la loi permet tout de même aux élèves une certaine expression de leur religion en leur permettant de porter des signes discrets d'appartenance à celle-ci.
Les opposants, quant à eux, estiment que la loi fait une mauvaise interprétation de la séparation des Églises et de l'État, confondant laïcité — qui permet le libre exercice de la religion dans l'espace public — et neutralité, qu'elle porte donc atteinte à la liberté de religion inscrite dans l'article 1er de la Constitution française du 4 octobre 1958. Ils s'appuient notamment sur l'avis n° 346.893 du Conseil d'État du 27 novembre 1989 qui, saisi par le Gouvernement (Rocard II) pour savoir si le port de signes montrant l'appartenance à une religion était compatible avec le principe de laïcité, avait répondu que le port du voile islamique, en tant qu’expression religieuse, dans un établissement scolaire public, était compatible avec la laïcité, et rappelait qu'un refus d'admission ou une exclusion dans le secondaire « ne serait justifié que par le risque d'une menace pour l'ordre dans l'établissement ou pour le fonctionnement normal du service de l'enseignement ».
Le professeur de philosophie Pierre Tevanian remarque que les médias français se sont très majoritairement engagés en faveur de l'adoption de la loi et que le thème de la laïcité a été au centre des préoccupations des médias en 2003. Les quotidiens Le Parisien, Le Monde, Le Figaro et Libération ont consacré plus d'une centaine de unes au thème de la laïcité et, pour ces trois derniers titres, 1 284 articles, soit une moyenne de plus d'un article par jour et par journal pendant six mois, bien plus que pour tout autre thème d'actualité. La mobilisation des médias en faveur de la loi aurait selon lui sensiblement contribué à faire basculer une opinion publique au départ très divisée. En avril 2003, les sondages prêtaient 49 % d'opinions favorables à l'interdiction du voile, contre 45 % d'opinions hostiles, soit un différentiel de 4 points. En octobre, 69 % des sondés s'y déclarent favorables, contre 29 % d'adversaires, soit un différentiel de 40 points.

## L'application de la loi
Cette loi « particulièrement courte » est complétée par une circulaire interprétative du 18 mai 2004, et interdit de porter les signes manifestant ostensiblement son appartenance à une religion. Les articles interdits par cette loi sont « le voile islamique, quel que soit le nom qu'on lui donne, la kippa, ou une croix de taille manifestement excessive ». La loi ne remet pas en cause le droit des élèves de porter des signes religieux discrets.
Le domaine d'application de la loi est très clairement limité à celui du comportement des élèves du secondaire et du primaire. Les parents d'élèves, comme le précise la circulaire ne sont pas concernés par la loi, et peuvent donc porter des tenues manifestant leur appartenance religieuse à l'intérieur des établissements, la loi ne s'applique pas non plus aux élèves extérieurs (venant d'école privées ou du CNED) qui viennent passer leurs examens dans des établissements publics. Les adultes en formation, peuvent aussi porter le voile, la kippa, turban, etc. et ce, même si la formation se déroule dans les locaux d'un collège ou d'un lycée public, car la loi n'est pas applicable aux stagiaires adultes. Dans les GRETA (structure de l'éducation nationale organisant les formations pour adultes), le port du voile est permis. De même, les étudiants de l'Université publique et plus généralement de l'enseignement supérieur restent eux aussi libres de porter des tenues marquant leur appartenance religieuse, les seules restrictions devant être limitées et justifiées par des impératifs d'hygiènes ou de sécurités.
Par la suite, le Conseil d'État a statué le 5 décembre 2007 que l'interdiction s'appliquerait également aux signes et tenues démontrant une affiliation religieuse par le simple comportement de l'élève et a ainsi confirmé l'interdiction du port du sous-turban sikh et d'un bandana,. À cette occasion, le Conseil d'État a reconfirmé l'autorisation de porter des signes religieux discrets.
Vincent Peillon, ministre de l'Éducation Nationale, fait connaître lundi 9 septembre 2013 « la première charte de la laïcité à l'école ». L'article 14 indique notamment : « (…) Le port de signes ou tenues par lesquelles les élèves manifestent ostensiblement une appartenance religieuse est interdit ».

### Les robes ou jupes longues
Dans plusieurs cas, des collégiennes ou lycéennes se sont vues exclues de leur établissement pour port de robes ou jupes longues, assimilées à des tenues musulmanes. Ces cas ont fait l'objet de divergences et de débats,,. Le ministre de l'Éducation nationale Gabriel Attal précise à la rentrée scolaire 2023 l'interdiction de l’abaya et du qamis à l’école,. Un référé liberté portant sur la décision est rejeté par le Conseil d'État,,.

### Condamnation de la France par le Comité des droits de l'Homme de l'ONU
En 2008, un lycéen sikh du nom de Bikramijt Singh, exclu de son établissement scolaire en 2004 pour avoir refusé d’ôter son turban sikh, saisit le Comité des Droits de l’Homme de l’ONU – chargé de veiller au respect, par ses signataires, du Pacte international relatif aux droits civils et politiques (PIDCP). Après avoir mené sa propre enquête, le Comité des droits de l’Homme estime, dans un avis daté du 1er novembre 2012, que l’État français « n’a pas apporté la preuve irréfragable que le lycéen sanctionné aurait porté atteinte », en n’ôtant pas son keski, « aux droits et libertés des autres élèves, ou au bon fonctionnement de son établissement ». Le Comité estime également que son renvoi définitif de l’école publique « a constitué une punition disproportionnée, qui a eu de graves effets sur l’éducation à laquelle il aurait dû avoir droit en France, comme toute personne de son âge ». L’ONU conclut que le renvoi de Bikramijt Singh de son lycée constitue « une violation » du PIDCP, et que la France, signataire de ce Pacte, est, à ce titre, dans la double obligation de réparer l’injustice faite au lycéen (« y compris par une compensation appropriée »), et « d’empêcher que de semblables violations ne se reproduisent dans le futur »,.

### Conformité de la loi à la Convention européenne des droits de l'homme
En 2009, la Cour européenne des droits de l'homme a été saisie de six requêtes qui faisaient valoir que la loi serait discriminante et attentatoire à la liberté religieuse.
Par six décisions du 30 juin 2009, la Cour déclare irrecevables comme manifestement mal fondées les requêtes. Elle considère que l'interdiction des signes ostentatoires avait pour but de veiller à ce que l'expression des croyances religieuses des élèves ne puisse pas se transformer en « source de pression et d'exclusion », ce qui est conforme à la Convention européenne des droits de l'homme. S'agissant de la proportionnalité de l'interdiction, la Cour européenne affirme que l'exclusion d'un établissement public n'est pas disproportionnée dans la mesure où il est possible de suivre une scolarité à distance, dans un établissement privé où la loi n'est pas applicable ou bien une instruction à domicile par la famille.

## Polémiques au sein des mouvements féministes
Le désaccord des féministes antiracistes et des féministes majoritaires – dites universalistes – a été particulièrement vif au moment des discussions sur l'interdiction du port du foulard islamique à l'école. Lors de cet épisode se sont affrontées sur le terrain idéologique deux organisations particulièrement emblématiques, le Collectif féministe du Mouvement des Indigènes de la République, opposé à la loi sur le foulard, et Ni Putes Ni Soumises, qui y était favorable comme la plupart des organisations féministes. Le Collectif Féministe a argué du fait que la loi risquait de conduire à l'exclusion scolaire de certaines filles ; la position du législateur lui a paru « postcoloniale », au sens où elle perpétuerait un état d'esprit colonial ; Christine Delphy, féministe athée et matérialiste, qui a pris fait et cause pour le Collectif, a dénoncé dans la loi sur le voile une vision essentialiste des populations nord-africaines musulmanes. Ni Putes Ni Soumises a considéré au contraire que les jeunes filles voilées étaient victimes du sexisme de leur milieu familial et que la loi les libérait de l'oppression.